# Phlogiellus atriceps
Phlogiellus atriceps är en spindelart som beskrevs av Pocock 1897. Phlogiellus atriceps ingår i släktet Phlogiellus och familjen fågelspindlar. Inga underarter finns listade i Catalogue of Life.